# Elof Ahrle
Elof Ahrle (Nyköping, 21 gennaio 1900 – Sollentuna, 3 giugno 1965) è stato un attore e regista svedese.

## Filmografia parziale

### Regista
- Tre skojiga skojare (1942)
- I gult och blått (1942)
- Sextetten Karlsson (1945)
- Stiliga Augusta (1946)
- Motorkavaljerer (1950)

### Attore
- Il carretto fantasma (Körkarlen), regia di Victor Sjöström (1921)
- Gioventù in catene (Ungdom i bojor), regia di Anders Henrikson (1942)
- La banda della città vecchia (Medan staden sover), regia di Lars-Eric Kjellgren (1950)
- Taxi 13, regia di Börje Larsson (1954)
- La rapina perfetta (Aldrig i livet), regia di Arne Ragneborn (1957)
- Angeli alla sbarra (Domaren), regia di Alf Sjöberg (1960)